# Tetramorium diomandei
Tetramorium diomandei är en myrart som beskrevs av Bolton 1980. Tetramorium diomandei ingår i släktet Tetramorium och familjen myror. Inga underarter finns listade i Catalogue of Life.